# Schizodon scotorhabdotus
Schizodon scotorhabdotus és una espècie de peix de la família dels anostòmids i de l'ordre dels caraciformes.

## Morfologia
- Els mascles poden assolir 27,1 cm de llargària total.
- Nombre de vèrtebres: 40-42.[3][4]

## Alimentació
És herbívor.

## Hàbitat
Viu en zones de clima tropical.

## Distribució geogràfica
Es troba a Sud-amèrica: conca del riu Orinoco a Veneçuela i Colòmbia.